# Ezprogui
Ezprogui là một đô thị ở Cộng đồng tự trị Navarre của Tây Ban Nha. Tên đô thị này trong tiếng Basque là Ezporogi.

Đô thị Ezprogui nằm ở khu vực tiếng Basque không phải là ngông ngữ chính thức, còn tiếng Castilla là ngôn ngữ chính thức của đô thị này. Đô thị này gồm một thị trấn Ayesa và một làng Moriones. Ezprogui cách tỉnh lỵ 55 km, nằm ở độ cao 576 km trên mực nước biển. Diện tích là 46,55 km2, dân số năm 2007 là 57 người.

## Biến động dân số
| Biến động dân số                                       | Biến động dân số | Biến động dân số | Biến động dân số | Biến động dân số | Biến động dân số | Biến động dân số | Biến động dân số | Biến động dân số | Biến động dân số | Biến động dân số |
| 1996                                                   | 1998             | 1999             | 2000             | 2001             | 2002             | 2003             | 2004             | 2005             | 2006             | 2007             |
| ------------------------------------------------------ | ---------------- | ---------------- | ---------------- | ---------------- | ---------------- | ---------------- | ---------------- | ---------------- | ---------------- | ---------------- |
| 67                                                     | 65               | 64               | 63               | 64               | 62               | 59               | 62               | 62               | 60               | 57               |
| Nguồn: Ezprogui et instituto de estadística de navarra |                  |                  |                  |                  |                  |                  |                  |                  |                  |                  |